# Ruta 6 (Bolivia)
La Ruta 6 es una carretera de 976 km en Bolivia, que discurre por los departamentos de Chuquisaca, Santa Cruz, Potosí y Oruro, entre el Hito Villazón en el límite con Paraguay y el enlace con la Ruta 1 en Machacamarca.
El tramo al este de Sucre fue incluido en la Red Vial Fundamental por Decreto Supremo 25.134 del 31 de agosto de 1998, mientras que el tramo al oeste de esta ciudad fue incluido por Ley 2.204 del 23 de mayo de 2001.

## Localidades
Las ciudades y pueblos por los que pasa este ruta de sudeste a noroeste son: 

### Departamento de Chuquisaca
- km 0: Hito Villazón

### Departamento de Santa Cruz
- km 128: Boyuibe
- km 196: Camiri

### Departamento de Chuquisaca
- km 326: Monteagudo
- km 456: Padilla
- km 488: Tomina
- km 531: Zudáñez
- km 576: Tarabuco
- km 615: Yamparáez
- km 643: Sucre

### Departamento de Potosí
- km 703: Ravelo
- km 720: Ocurí
- km 796: Pocoata
- km 800: Macha
- km 892: Uncía
- km 898: Llallagua
- km 905: Siglo XX

### Departamento de Oruro
- km 954: Huanuni
- km 976: Machacamarca